# 林庭植
林庭植（1540年—？），字槐卿，號观泉，福建福州府福清縣人，軍籍，明朝政治人物。

## 生平
隆庆元年（1567年）丁卯科福建鄉試第十六名舉人。隆慶五年（1571年）中式辛未科會試第二百九名，三甲第四十三名進士。兵部觀政，授浙江上虞知縣，萬曆五年（1577年）调广东龙川县，卒于官。

## 家族
曾祖林元；祖父林慶；父林晚翠，母謝氏。慈侍下。兄庭材。弟養盛、養辨、養晦、養端、養初、養蒙、養潜、養氣、養高。